# Steye van Brandenberg
Steye van Brandenberg, pseudoniem van Stije Nijenbranding de Boer ('s-Gravenhage, 16 januari 1918 – Rotterdam, 6 mei 1990), was een Nederlands acteur, regisseur en tekstschrijver.

## Biografie
Van Brandenberg koos aanvankelijk voor een studie rechten, maar ging later toneellessen volgen bij Eduard Verkade. Hij debuteerde in 1945 als acteur bij het Residentie Tooneel. Daarnaast was hij regisseur, tekstschrijver en componist. Ook speelde hij onder meer bij Toneelgroep Comedia, het Rotterdams Toneel en was regelmatig te zien in televisieproducties.

## Rollen (selectie)
- Graaf Almaviva in De Barbier van Sevilla
- Storm in Eva Bonheur
- Nesto Oscar in de musical Irma la Douce
- Jessie Bard in Indringers
- Charles Condomine in Spotgeesten
- Grootvizier Orf in Kunt u mij de weg naar Hamelen vertellen, mijnheer?
- Willem van Nassau-Dillenburg (vader van Oranje) in Willem van Oranje (televisieserie)
- Blauwbaard in Rififi in Amsterdam
- Rechter in Dossier Verhulst (gastrol)

## Hoorspelen(selectie)
- Misdaad in opdracht
- Wapenbroeders
- Eerbiedige ontvangst bij nacht
- Het Lied op de lippen
- Proces tot eerherstel van Jeanne d'Arc

## Privé
In 1954 trouwde hij met Ansje van Brandenberg, pseudoniem van Ans-Marie Pont. Het huwelijk hield geen stand.